# Správní obvod obce s rozšířenou působností Vysoké Mýto
Správní obvod obce s rozšířenou působností Vysoké Mýto je od 1. ledna 2003 jedním ze šesti správních obvodů rozšířené působnosti obcí v okrese Ústí nad Orlicí v Pardubickém kraji. Čítá 40 obcí.
Města Vysoké Mýto a Choceň jsou obcemi s pověřeným obecním úřadem.

## Seznam obcí
Poznámka: Města jsou vyznačena tučně, městyse kurzívou.
- Běstovice
- Bošín
- Bučina
- České Heřmanice
- Dobříkov
- Džbánov
- Hrušová
- Choceň
- Javorník
- Koldín
- Kosořín
- Leština
- Libecina
- Mostek
- Nasavrky
- Nové Hrady
- Oucmanice
- Plchovice
- Podlesí
- Pustina
- Radhošť
- Řepníky
- Seč
- Skořenice
- Slatina
- Sruby
- Stradouň
- Sudslava
- Svatý Jiří
- Tisová
- Týnišťko
- Újezd u Chocně
- Vinary
- Vraclav
- Vračovice-Orlov
- Vysoké Mýto
- Zádolí
- Zálší
- Zámrsk
- Zářecká Lhota

## Obyvatelstvo
| Rok  | Obyv.  | ± %    |
| ---- | ------ | ------ |
| 1869 | 30 194 | —      |
| 1880 | 32 251 | +6,8 % |
| 1890 | 32 818 | +1,8 % |
| 1900 | 34 285 | +4,5 % |
| 1910 | 36 625 | +6,8 % |

| Rok  | Obyv.  | ± %     |
| ---- | ------ | ------- |
| 1921 | 36 134 | −1,3 %  |
| 1930 | 37 127 | +2,7 %  |
| 1950 | 32 230 | −13,2 % |
| 1961 | 32 512 | +0,9 %  |
| 1970 | 31 237 | −3,9 %  |

| Rok  | Obyv.  | ± %    |
| ---- | ------ | ------ |
| 1980 | 32 537 | +4,2 % |
| 1991 | 31 121 | −4,4 % |
| 2001 | 32 016 | +2,9 % |
| 2011 | 32 034 | +0,1 % |
| 2021 | 31 731 | −0,9 % |